# Піонер (тягач)
«Піонер» — легкий артилерійський тягач.

## Історія
Тягач був спроектований за зразком швидкісного американського трактора Мармон-Херрінгтон з автомобільним двигуном Форд V-8. Його розробкою займалася група конструкторів Наукового автотракторного інституту (НАТІ) під керівництвом А. С. Щеглова, головним інженером був призначений Брусянцев. Компонуванням і тяглово-динамічними розрахунками нової машини займався С. Н. Осіпов.
Ряд вузлів — силовий агрегат, трансмісія з диференціалом, пружинно-балансирні візки та гусениці — були запозичені у серійного малого плаваючого танку Т-37А. Ведучі колеса — передні, задні напрямні колеса гусениць також виконували роль опорних котків та мали пружну підвіски (несучий лінивець).
Водій розміщувався спереду на поздовжній осі машини, над коробкою передач, прикритої захисним кожухом. З обох сторін від нього розміщувалися шість сидінь — по три вздовж кожного борту, спинками всередину — для бійців гарматної обслуги.
Робота над проектом була завершена в 1935 році. Серійне виготовлення було розгорнуте на заводі № 37 імені Орджонікідзе в Москві, в 1936 році була випущена перша партія в 50 (за іншими даними — 25) машин, 7 листопада тягачі взяли участь у військовому параді на Червоні площі.
Експлуатація тягачів у військах виявила її нестійкість під час їзди, особливо у поворотах; військових не влаштовували тяглові якості та мала місткість машин. Призначені для роботи на передовій, тягачі виявилися дуже вразливими для вогню стрілецького озброєння, оскільки не мали броньового захисту водія, двигуна, радіатора та бензобаку. В 1937 році їх виробництво було зупинене.
У відповідності до побажань військових груп були оперативно розроблені броньовані модифікації тягача — «Піонер Б1» та «Піонер Б2», що відрізнялися посадкою обслуги гармати. Проте, в результаті випробувань вони також не задовольнили замовника, і конструкція була визнана безперспективною.

## Галерія

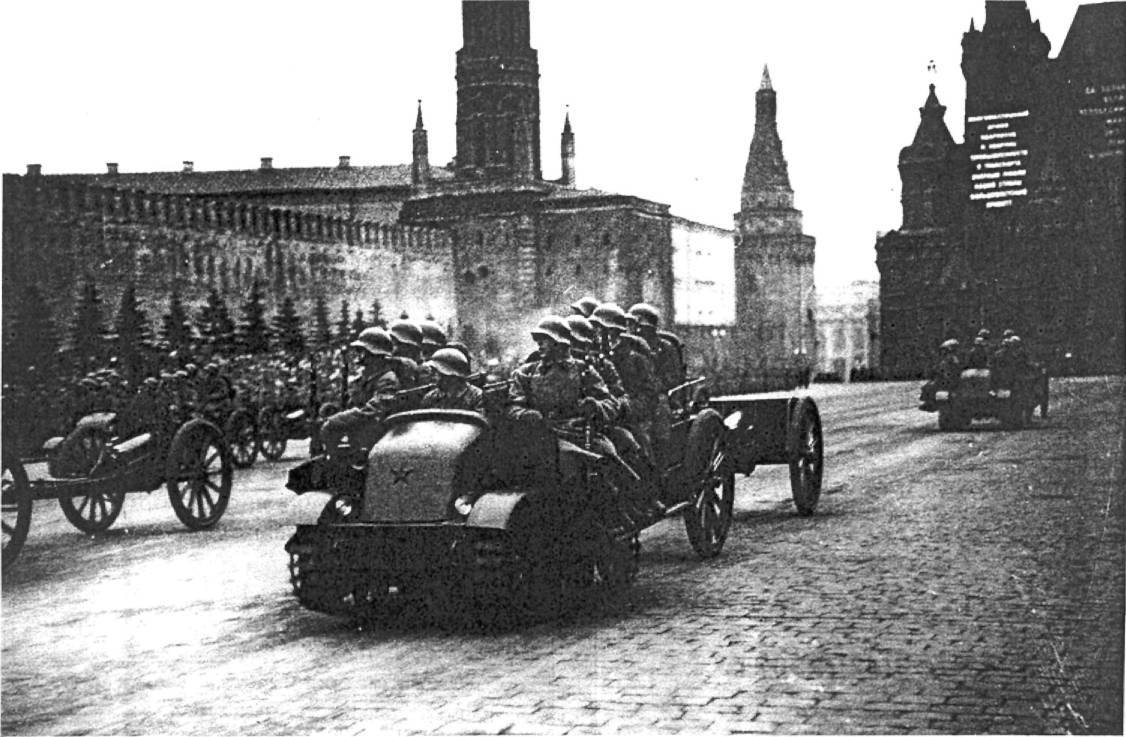
«Піонер» на параді 7 листопада 1936 зі 76-мм полковою гарматою зр. 1927
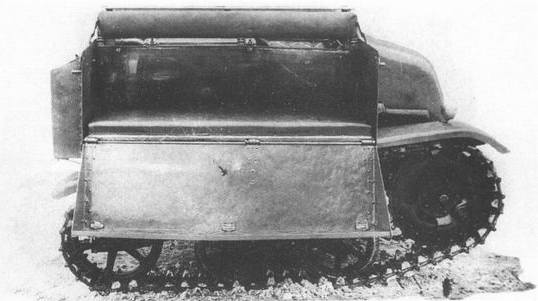
Вигляд з правого боку